# شركة تنمية نفط عمان
شركة تنمية نفط عمان (PDO) هي شركة الاستكشاف والإنتاج الرائدة في سلطنة عمان و هي تابعة لشركة النفط العمانية المملوكة لحكومة سلطنة عمان . توفر الشركة غالبية إنتاج البلاد من النفط الخام وإمدادات الغاز الطبيعي. الشركة مملوكة لحكومة سلطنة عمان (بنسبة 60 ٪) ورويال داتش شل (34 ٪) وتوتال (4 ٪) و بارتكس ( 2 ٪). تم العثور على أول اكتشاف اقتصادي للنفط في عام 1962 ، وتم تصدير أول شحنة نفطية في عام 1967.

## روابط خارجية
- الموقع الرسمي